# Nienke Brinkman
Pour les articles homonymes, voir Brinkman.
Nienke Brinkman, est une athlète néerlandaise, spécialiste de trail et de course à pied. 

## Biographie
Née à Jakarta, Nienke Brinkman grandit à Leiderdorp où elle pratique le hockey sur gazon, jouant notamment pour les clubs LSC Alecto puis MHC HBS de Bloemendaal. En 2018, elle déménage en Suisse à Zurich pour ses études de géophysique à l'École polytechnique fédérale de Zurich. Ne pouvant plus pratiquer le hockey sur gazon, elle se met à la course à pied avec un groupe d'amis, d'abord comme loisir. Elle se voit proposer de participer à une course de relais où elle signe le meilleur temps féminin. Désireuse d'évaluer ses performances en compétition, elle s'inscrit au marathon de Zermatt en 2019, encouragée par ses collègues. Elle termine à la sixième place en 4 h 1 min 49 s,,.
Elle se révèle véritablement en 2021. Après une pause forcée par la pandémie de Covid-19, elle fait son retour au marathon de Zermatt le 3 juillet. Elle s'impose à la surprise générale en 3 h 19 min 42 s, établissant un nouveau record féminin du parcours. À Sierre-Zinal, elle crée la sensation en talonnant la grande favorite Maude Mathys et en terminant deuxième sur un rythme soutenu, devançant de nombreuses spécialistes de la discipline. Elle remporte la Skyrhune et le Chiemgau Trail Run en 2021. Elle fait partie en 2021 des meilleurs athlètes mondiaux en trail running en terminant deuxième des Golden Trail World Series.
En 2022, elle bat le record des Pays-Bas du marathon en terminant deuxième du marathon de Rotterdam en 2 h 22 min 51 s. Cette même année,  elle gagne la Zegama-Aizkorri, première étape des Golden Trail World Series, battant le record de l'épreuve. Lors des championnats d'Europe d'athlétisme 2022, elle prend la 3e place du marathon en 2 h 28 min 52 s. Elle fait son retour en Golden Trail World Series à l'occasion de l'ascension de Pikes Peak. Annoncée comme l'une des favorites, elle mène la course en tête après s'être défaite de l'Américaine Sophia Laukli. Elle voit revenir sur elle Maude Mathys en fin de course mais parvient à remporter la victoire. Une semaine plus tard, elle prend un bon départ sur la Flagstaff Sky Peaks mais se voit rattraper par les Américaines Sophia Laukli et Allie McLaughlin dans la descente. Elle accélère en fin de course pour creuser une petite marge d'avance et remporter sa troisième victoire de la saison. Elle s'élance au départ de la finale à Madère comme grande favorite, ayant une confortable avance au classement général. Elle se voit mettre au défi par Allie McLaughlin qui remporte la première étape. Elle ne se laisse pas impressionner et contrairement à l'Américaine, prend part à toutes les épreuves de la finale. Elle fait étalage de son talent pour remporter les trois épreuves suivantes, puis conclut avec une seconde deuxième place dans l'ultime épreuve, à nouveau remportée par Allie McLaughlin. Grâce à son excellente finale, Nienke Brinkman remporte le classement général haut la main avec plus de 200 points d'avance sur ses plus proches rivales.

## Palmarès

### Trail
| no  | féminin           | Course                   | Longueur | Départ             | Temps            |
| --- | ----------------- | ------------------------ | -------- | ------------------ | ---------------- |
| 29e | 6e                | Marathon de Zermatt      | 42,2 km  | 6 juillet 2019     | 4 h 1 min 49 s   |
| 6e  | Médaille d'or     | Marathon de Zermatt      | 42,2 km  | 3 juillet 2021     | 3 h 19 min 42 s  |
| 43e | Médaille d'argent | Sierre-Zinal             | 31 km    | 7 août 2021        | 2 h 48 min 58 s  |
| 11e | Médaille d'or     | Chiemgau Trail Run       | 44,8 km  | 4 septembre 2021   | 4 h 16 min 12 s  |
| 14e | Médaille d'or     | Skyrhune                 | 21 km    | 25 septembre 2021  | 2 h 4 min 39 s   |
| 7e  | Médaille d'argent | The One Race - El Hierro | 37 km    | 16 octobre 2021    | 4 h 10 min 56 s  |
| 39e | Médaille d'or     | Zegama-Aizkorri          | 42,2 km  | 29 mai 2022        | 4 h 16 min 43 s  |
| 19e | Médaille d'or     | Ascension de Pikes Peak  | 21,4 km  | 17 septembre 2022  | 2 h 27 min 26 s  |
| 18e | Médaille d'or     | Flagstaff Sky Peaks      | 26 km    | 25 septembre 2022  | 2 h 11 min 43 s  |
| 25e | Médaille d'or     | Madeira Ocean Trails     | 109 km   | 26-30 octobre 2022 | 11 h 20 min 30 s |
| 99e | 6e                | Sierre-Zinal             | 31 km    | 12 août 2023       | 3 h 5 min 48 s   |

### Route

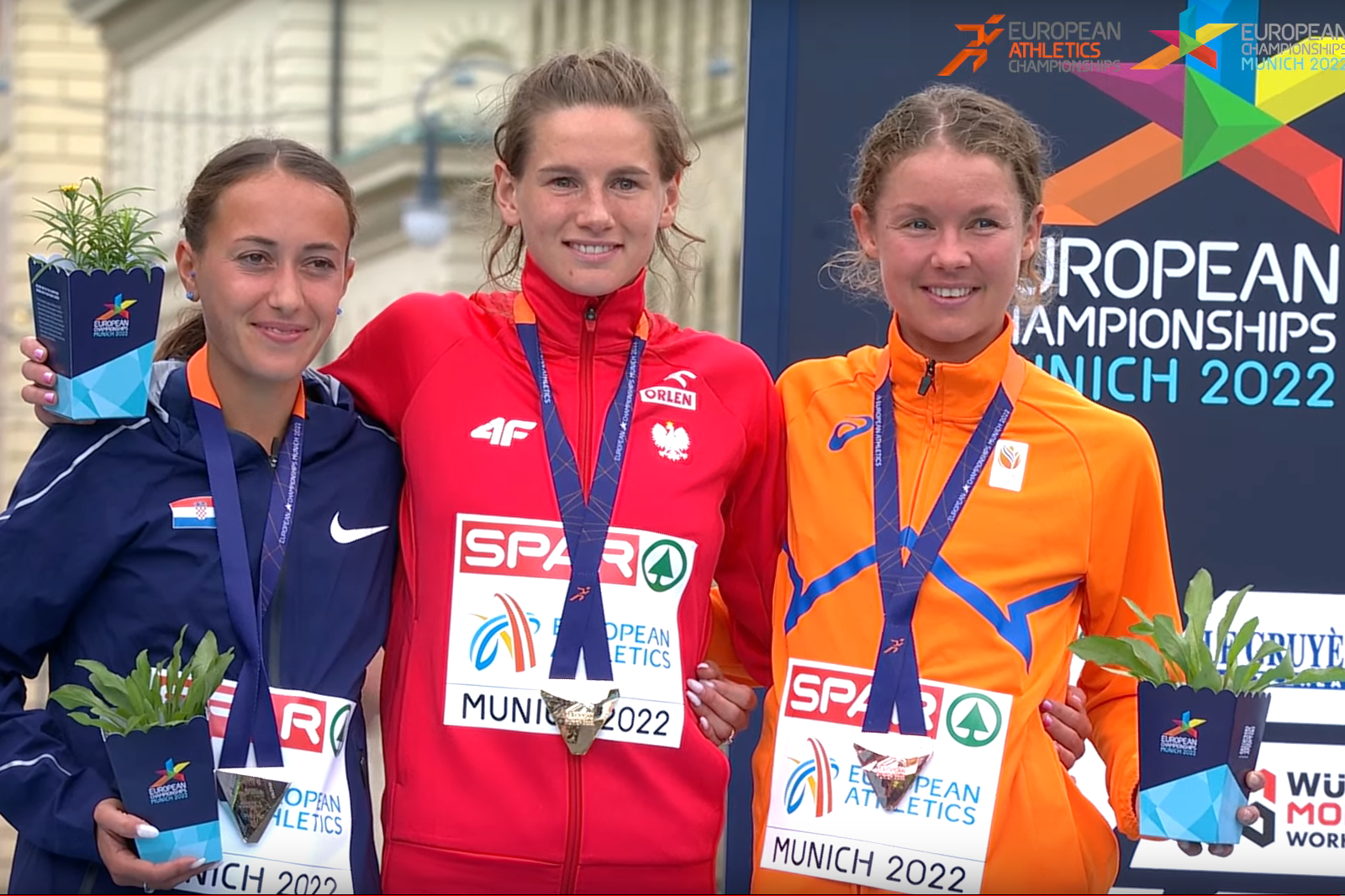
Aleksandra Lisowska, Matea Parlov Koštro et Nienke Brinkman (à droite) au podium du marathon des Championnats d'Europe d'athlétisme 2022

| Année | Compétition           | Lieu      | Place | Épreuve       | Performance     |
| ----- | --------------------- | --------- | ----- | ------------- | --------------- |
| 2022  | Marathon de Rotterdam | Rotterdam | 2e    | Marathon      | 2 h 22 min 51 s |
| 2022  | Championnats d'Europe | Munich    | 3e    | Marathon      | 2 h 28 min 52 s |
| 2023  | CPC Loop Den Haag     | La Haye   | 1re   | Semi-marathon | 1 h 7 min 44 s  |
| 2023  | Marathon de Boston    | Boston    | 15e   | Marathon      | 2 h 24 min 58 s |
| 2023  | StraLugano            | Lugano    | 1re   | Semi-marathon | 1 h 9 min 26 s  |

## Records
| Épreuve       | Performance     | Date          | Lieu      |
| ------------- | --------------- | ------------- | --------- |
| Semi-marathon | 1 h 7 min 44 s  | 12 mars 2023  | La Haye   |
| Marathon      | 2 h 22 min 51 s | 10 avril 2022 | Rotterdam |